# Iglesia de San Francisco de Asís (Meycauayan)
La Iglesia parroquial de San Francisco de Asís en Meycauayan, Bulacan, Filipinas, es la parroquia más antigua de Meycauayan y es también su parroquia más grande, con una población estimada de unos 80.000 feligreses. Es también la sede de la vicaría de San Francisco de Asís, en la diócesis de Malolos.
La parroquia fue fundada en 1578 por el padre Juan de Placencia y el padre Diego de Oropeza, el primer grupo de sacerdotes franciscanos en llegar a las Filipinas (en 1577). Ellos construyeron una pequeña iglesia en un área pequeña llamada Sitio Torril.